# The Doctor's Daughter
"The Doctor's Daughter" (닥터의 딸)는 영국의 SF 드라마 닥터 후의 시즌 4의 여섯 번째 에피소드이다. 2008년 5월 10일 BBC One에서 처음 방송되었다.
메살린 행성을 배경으로 한 이 에피소드에서는 주인공 닥터 (데이비드 테넌트)의 유전자로 복제된 딸 제니 (조지아 모팻)가 소개된다. 인간과 해스 종족의 두 개척자 무리 사이에서 분쟁이 일어나, 그 후손 대에 이르러서도 끝없는 결투를 이어가고 있었다. 두 세력은 소스 (The Source)라는 사라진 유물을 찾아내 상대 세력을 쓸어버리려 하고, 그 전장을 오고가면서 닥터는 제니를 자신의 진짜 딸로 받아들이게 된다.

## 줄거리
난데없이 출발해 버린 타디스. 그 속에 타고 있던 10대 닥터, 마사, 도나는 메살린 행성 (Messaline)에 도착한다. 타디스에서 나온 세 사람 앞에 인간 병사들이 갑자기 나타나고, 닥터는 자손 번식 기계에 강제로 손을 집어넣게 된다. 손에서 추출한 닥터의 유전자로 태어난 한 여성이 기계에서 나온다. 도나는 그녀에게 제니라는 이름도 붙여주지만, 닥터는 자기 딸이 아니라며 줄곧 외면한다. 닥터 일행은 머지않아 메살린 행성에 살고 있는 또다른 종족, 해스 (Hath)를 만난다. 해스들은 마사를 인질로 잡아가고, 제니가 일으킨 폭발로 땅굴이 무너지면서, 마사는 닥터, 도나, 제니와 떨어져 반대편에 갇히게 된다. 마사는 의학 지식을 동원해 부상당한 해스 한 마리를 고쳐주고 해스들의 신뢰를 얻는다.
인간 진영에 도착한 닥터와 도나는 콥 장군 (General Cobb)을 만나 이 행성에 대한 사연을 듣는다. 처음에는 인간과 해스가 함께 공존할 계획이었으나, '소스' (the Source)라는 무언가를 놓고 두 종족 간에 분쟁이 벌어졌다는 것이다. 코브 장군은 소스를 손에 넣는 즉시 해스를 쓸어버리고 전쟁에서 승리하리라 믿어 의심치 않는다. 설명을 듣던 닥터는 실수로 소스의 위치를 인간과 해스에게 공개해 버리고, 양 세력은 전투를 준비한다.

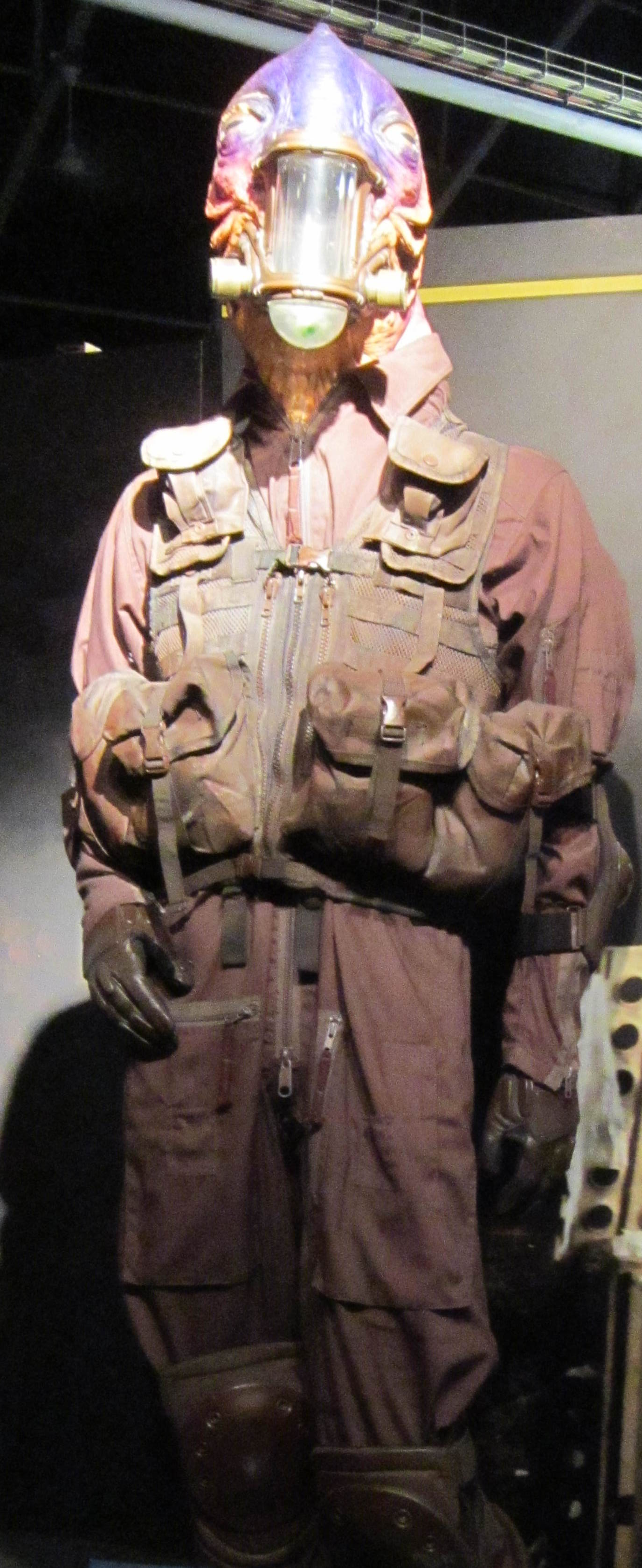
닥터 후 익스피리언스에 전시된 해스의 모형.

한편 계속해서 제니를 꺼려하는 닥터를 보다못한 도나가 이유를 묻자, 닥터는 제니를 보고 있으면 시간 전쟁에서 죽은 타임로드들이 자꾸 떠올라서 같이 여행하기 힘들다고 털어놓는다. 도나는 각 방에서 일련의 번호가 매겨진 명판을 발견하고 흥미로워한다. 닥터와 도나, 제니는 마침내 소스가 위치한 곳에 도달하여 그 정체를 밝혀내는데, 식민지 개척용 우주선 안에 있는 테라포밍 장치였다. 도나는 번호판이 건물의 각 구역이 완공된 날짜를 나타낸다는 것을 알아차린다. 그런데 그 날짜에 따르면 이 우주선은 불과 7일 전에 상륙한 것이었다. 인간과 해스가 전투 과정에서 자손 번식 기계를 계속해서 돌려대면서 수없이 많은 세대를 거치게 되었고, 두 종족이 알고 있던 역사가 일종의 신화로 전락해 버린 것이었다. 닥터는 두 종족간의 갈등도 원래는 임무 사령관의 죽음 이후에 권력의 공백이 생기면서 벌어진 것이라 판단한다.
한편 해스의 도움으로 지상으로 올라갔다 내려온 마사는 양측 군대가 충돌하기 직전에 소스 인근에서 닥터, 도나와 재회한다. 닥터는 "전쟁은 끝났다"고 선언하고 테라포밍 기계를 풀어준다. 기계에서 나온 에너지가 건물을 휘감고 양측이 모두 감회되는 가운데, 콥 장군은 닥터를 쏘려고 한다. 이를 본 제니가 나서 대신 가슴에 총알을 맞는다. 닥터는 죽어가는 제니를 뉘이며 자기를 너무 닮았다고 고백한다. 제니는 닥터의 품속에서 사망한다. 닥터는 콥 장군의 총을 집어 이마를 겨누지만, 끝내 쏘기를 거부한다. 그리고서 오늘의 자신이 시작한 평화를 기반으로, 인간과 해스가 공존하는 새로운 사회를 건설해야 한다고 선언한다.
지구로 돌아온 마사는 다시 한번 닥터와 작별인사를 나누고 집으로 돌아간다. 한편 메살린 행성에서는 죽은 줄 알았던 제니가 갑자기 부활한다. 그런 다음 로켓의 조종간을 잡고 행성을 떠난다.

## 제작

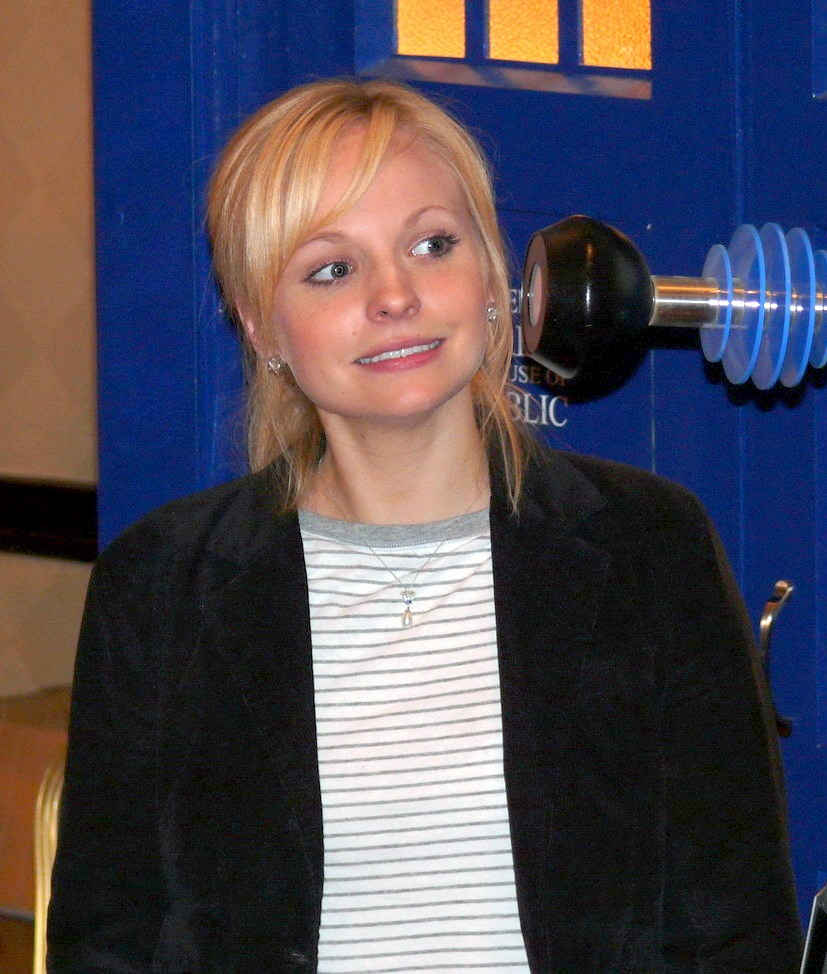
5대 닥터 역을 맡은 피터 데이비슨의 딸 조지아 모펫이 이번 화의 주연인 제니 역으로 캐스팅됐다.

### 각본
러셀 T 데이비스는 이 에피소드가 "제목에 적힌 그대로다"라고 소개했다. 제니의 죽음은 데이비스의 표현을 빌리면 '평범한 우주선실'에서 벌어질 예정이었지만, 프로듀서 필 콜린슨이 식물원을 무대로 하는 것은 어떨까라고 제안했고, 웨일스 스완지의 플랜타시아 (Plantasia) 식물원에서 촬영이 진행됐다. 에피소드 막바지에서 제니가 다시 살아나는 것은 스티븐 모팻의 아이디어였다.

### 캐스팅
작중 닥터의 딸, 제니 역을 맡은 조지아 모펫은 실제로 5대 닥터를 연기한 배우 피터 데이비슨의 딸이다. 모펫의 어머니는 드라마 <은하수를 여행하는 히치하이커를 위한 안내서>에 출연한 산드라 디킨슨이다. 조지아 모펫은 이전에 2007년 "The Unicorn and the Wasp" 편에 출연하기 위해 오디션을 본 적이 있었으나 떨어졌고, 이번 편에 출연하게 된 것 역시 오디션을 통한 것으로, 아버지의 영향 덕에 캐스팅된 것이 아닌 순전히 우연의 일치였다고 한다. 이전에 닥터후와의 인연으로는 빅피니시 오디오극 <Red Dawn>과 드라마 시리즈 <Fear, Stress & Anger>에서 아버지와 함께 출연한 적이 있었다. 닥터 후 컨피덴셜에서는 아버지 피터 데이비슨이 "Time Crash"에서 5대 닥터 역으로 출연해 촬영을 마친 후, 모펫에게 "[이제] 네 차례다"라고 말하는 모습이 담겼다.
한편 이 에피소드에서 처음 호흡을 맞춘 10대 닥터 역의 데이비드 테넌트와 제니 역의 조지아 모펫은 촬영 후 얼마 지나지 않아 데이트를 시작했고, 2011년 12월 30일에 결혼했다.

## 방송과 평가
비공식 집계에 따르면 "The Doctor's Daughter"는 660만 명의 시청자를 끌어모았으며, 동시간대 전체 TV 시청자의 38.4%를 차지했다. 최종 집계된 시청자 수는 733만 명이었다. 대부분의 프로그램이 전주보다 낮은 수치를 기록한 반면, 닥터 후는 시청률을 늘려가는 모습이었다. 이날 최고 시청률을 기록한 프로그램은 ITV1의 브리튼스 갓 탤런트였으나 시청자 수는 817만 명으로 100만 명 감소했다.  당일 BBC One에서 방송된 프로그램 중에서는 닥터 후가 1위를 차지했으며, 토요일에는 모든 프로그램 중 가장 큰 시청률을 차지했다. 이 에피소드는 시청지수 88점 ("우수")을 받았다.
"The Doctor's Daughter"에 대한 평론가들의 평은 엇갈렸다. 타임스의 데이비드 차터 (David Chater)는 "멋진 에피소드 – 재미 있고 흥미롭고 이상하게 감동적이다"라며 호평했다. 덴 오브 긱의 마틴 앤더슨은 "오히려 좋다 – 비록 줄거리는 별로지만"이란 평을 남겼다. 그는 "작곡가 머리 골드의 음악이 끊임없이 나와 훼손된" 닥터 후의 또다른 에피소드라고 지적했다. 또한 이번 에피소드가 "내려갈 수 있는 어둡고 대충 만든 통로, 인력부족에 시달리는 양대 전쟁 세력에 닥터가 평화를 가져다준다는 이야기는 톰 베이커 시대 닥터 후와 몹시 닮았다"고 지적했다. SFX의 이언 배러맨 (Ian Berriman)도 통로를 위아래로 다니는 연출은 1985년 레니 헨리 쇼에 나왔던 닥터 후 패러디가 떠올랐다는 평을 남겼다. 또 "레드셔츠라 자꾸 의심하는 누군가" 때문에 제니를 지키기 어렵다는 설명은 "전혀 감동스럽지 않았다"고 혹평했다. 그리고 예산 제약 때문에 "이야기가 너무 폐쇄적으로 느껴지게" 되었으며, 줄거리 자체도 "옛날 스타트렉" (old-school Trek)에 비유하면서, 군인과 클론이라는 소재만 따지면 바로 이전화인 손타란의 2부작 에피소드의 줄거리와 너무 비슷해 보인다고 주장했다. 뉴스라운드의 리조 음짐바 역시 "The Sontaran Stratagem", "The Poison Sky" 편과의 유사점에 주목했다. 음짐바는 에피소드의 "가장 큰 문제"는 대부분의 재밌고 신선한 아이디어가 "충분한 관심"을 받지 못한 주제에 "45분 내에 엄청나게 퍼부었다"면서, 시청자들에게 인간 전투원이든 해스 전투원이든 무감각하게 만들어 "위협받는 느낌, 위험하다는 느낌"도 한정적으로 만들었다고 지적했다.
아울러 음짐바는 마사가 "The Sontaran Stratagem"으로 다시 등장한 이래, 닥터와 한자리에 있는 시간이 거의 없었기에, 이번 에피소드에서 마사가 다시 떠나는 것을 보고 감동이 덜했다고 지적했다. 모펫의 연기에 대해서는 최고라 호평하고, 베리맨은 역시 "버튼 (button)만큼 귀엽다"고 표현했다. 베리맨은 테넌트의 연기도 높이 평가했지만, 앤더슨은 테넌트가 소리를 너무 많이 지르는 게 아니냐는 평을 남겼다. 앤더슨은 "닥터가 양심을 느끼는 인물로서 도나의 역할이 구체화되기 시작했다"며 도나가 동행자로서 "상쾌한" 인물이라 평하고, 캐서린 테이트 역시 "빽 소리지르는 목소리를 약간 낮췄다"고 평했다.